# Monsieur Klein
Monsieur Klein ist ein französischer Spielfilm von Joseph Losey aus dem Jahr 1976.

## Handlung
1942: Der Elsässer Robert Klein lebt als Kunsthändler im von den Deutschen besetzten Paris und macht Geschäfte mit Juden, die in Not geraten sind. Eines Tages wird ihm eine Ausgabe einer jüdischen Zeitung zugestellt. Durch sein Bemühen, seinen Namen von der Abonnentenliste des Magazins löschen zu lassen, gerät er ins Fadenkreuz der Präfektur, die sich der Abonnentenliste bedient. Klein beginnt Recherchen und findet heraus, dass ein jüdischer Widerstandskämpfer seinen Namen benutzt hat und in den Untergrund abgetaucht ist. Kleins Versuche, seine nichtjüdische Abstammung zu beweisen, bestärken die Polizei in ihrem Verdacht. So wird auch er Opfer der groß angelegten Razzia, bei der tausende Pariser Juden im Vélodrome d’Hiver vor ihrem Abtransport nach Deutschland versammelt und festgesetzt werden. Der mit ihm befreundete Anwalt kann den Ariernachweis, um den sich Klein in seiner elsässischen Heimat bemüht hat, nicht mehr rechtzeitig übergeben, und Klein findet sich in dem Waggon mit jenem Juden, mit dem er zu Beginn des Films Geschäfte gemacht hat, zusammen auf dem Weg ins Konzentrationslager.

## Kritiken
Der film-dienst feierte Loseys Film in seiner zeitgenössischen Kritik als „kafkaeske Parabel über die Schuld des einzelnen am Überleben des Faschismus“. Monsieur Klein sei „meisterhaft inszeniert, fotografiert und gespielt“.

## Auszeichnungen
Der Film lief 1976 bei den Filmfestspielen von Cannes im Wettbewerb um die Goldene Palme, wo er gegenüber Martin Scorseses Taxi Driver das Nachsehen hatte. Ein Jahr später war Monsieur Klein siebenmal für einen César nominiert und gewann den wichtigsten französischen Filmpreis in den Kategorien Bester Film, Beste Regie und Bestes Szenenbild. Auch Alain Delon war nominiert als bester Hauptdarsteller, gewonnen aber hat Michel Galabru für die Rolle des Joseph Bouvier in Der Richter und der Mörder.